# U–889
Az U–889 tengeralattjárót a német haditengerészet rendelte a brémai AG Wessertől 1942. április 2-án. A hajót 1944. augusztus 4-én állították szolgálatba. Egy harci küldetése volt, hajót nem süllyesztett el.

## Pályafutása
Az U–889 egyetlen őrjáratára 1945. április 5-én futott ki Kristiansandból, kapitánya Friedrich Braeucker volt. Május 13-án a kanadai Shelburne-nél megadta magát. Másnap Halifaxbe irányították át. 1946. január 10-én átadták az amerikai haditengerészetnek. 1947. november 20-án a búvárhajót a USS Flying Fish tengeralattjáró Cape Cod közelében elsüllyesztette.

## Kapitány
| Név                 | Kezdőnap           | Zárónap         |
| ------------------- | ------------------ | --------------- |
| Friedrich Braeucker | 1944. augusztus 4. | 1945. május 13. |

## Őrjárat
| Indulás      | Indulónap        | Érkezés    | Zárónap        |
| ------------ | ---------------- | ---------- | -------------- |
| Kristiansand | 1945. április 5. | Shelbourne | 1945.május 13. |